# Mary Pickford
Mary Pickford (Toronto, 8. travnja 1892. – Santa Monica, 29. svibnja 1979.), američka filmska glumica.
Već s pet godina nastupila je u kazalištu, a na filmu je dominirala između 1915. i 1925. godine. Pisala je scenarije, nastupala u radiodramama, djelovala kao filmski producent i bila suosnivač filmskog studija United Artists. Filmovi D. W. Griffitha trajno su označili lik kojeg će Mary Pickford varirati i u drugim filmovima: mlada, bezazlena djevojka okružena neprijateljstvom i nevoljama. Godine 1929. dobila je Oscara za najbolju glavnu glumicu za ulogu u filmu Koketa. Glumila je u preko 200 filmova te je prva ženska zvijezda filma. Pojavom zvučnog filma početkom 1930-tih napušta glumu.

## Izdvojena filmografija
- Mala Amerikanka (1917.)
- Rosita (1923.)
- Vrapci (1926.)
- Koketa (1929.)